# Alegría de Hikdop
Alegría es un barrio de la ciudad filipina de Surigao  situado en una isla adyacente al noroeste de la de Mindanao. Forma parte de  la provincia de Surigao del Norte  en la Región Administrativa de Caraga, también denominada Región XIII. Para las elecciones está encuadrado en el Segundo Distrito Electoral.

## Geografía
Alegría se encuentra 14 kilómetros al norte de la ciudad  ocupando parte de la isla de Hikdop situada  al sur de la bahía de Aguasán, al este del estrecho de Surigao y al norte del canal de Hinatuán.
Su término linda al norte con el barrio de  Bilabid; al sur con los barrios de Baybay y de Buenavista; al este con la bahía de Aguasán;  y al oeste con el barrio de Alang-Alang.

### Población
El año 2000 contaba este barrio con 550 habitantes que ocupaban 109 hogares. En 2007 son 611 personas, 666 en 2010.